# Pierre Maine de Biran
Marie François Pierre Gonthier Maine de Biran, född 29 november 1766 i Bergerac, död 20 juli 1824 i Paris, var en fransk filosof och psykolog.
Maine de Biran innehade under franska revolutionen, kejsardömet och restaurationen ämbeten inom förvaltningen och utgick inom filosofin närmast från Étienne Bonnot de Condillac och Pierre Jean George Cabanis. Likväl blev hans egentliga vetenskapliga insats en djupgående kritik av "ideologerna" och sensualismen. Han betonade mot dem den självverksamhet, som framträder i viljan och ansträngningen. Jaget fattas av honom som orsak, kraft och handling och utformas till en dynamisk spiritualism på ett sätt som fått Victor Cousin att kalla Maine de Biran för "den franske Fichte". Enligt Maine de Biran finns det utan ansträngning inget medvetande. Därtill beaktade han de spontana, omedvetet alstrade förnimmelser, stämningar och böjelser som finns i vårt medvetande, ett område där han närmade sig Gottfried Wilhelm von Leibniz, ett ämne han bland annat utvecklade i Mémoire sur les perceptions obscures (1807). 
Maine de Birans främsta arbeten är De la décomposition de la pensée med en viktig kritik av Condillac, Essai sur les fondements de la psychologie, Nouveaux essais d'anthropologie samt han märkliga filosofiska dagbok Journal intime, samtliga utgivna postumt. Maine de Biran, som mot slut av sitt liv fördes närmare den religiösa mystiken och katolicismen, påverkade med sina tankar bland andra Pierre-Paul Royer-Collard, fysikern och filosofen André-Marie Ampère och Victor Cousin. Hans tankar kom att föras vidare av bland andra Henri Bergson. Maine de Birans Oeuvres utgavs av Victor Cousin i 4 band 1834–1841, hans Oeuvres inédites utgavs av Édouard Naville i 3 band 1859. Maine de Birans brevväxling med Ampère utgavs av Jules Barthélemy-Saint-Hilaire under titeln Philosophie de deux Ampère 1866.